# Зоткин, Сергей Сергеевич
Сергей Сергеевич Зоткин (род. 9 сентября 2003, Новосибирск, Россия) — российский баскетболист, играющий на позиции атакующего защитника.

## Карьера

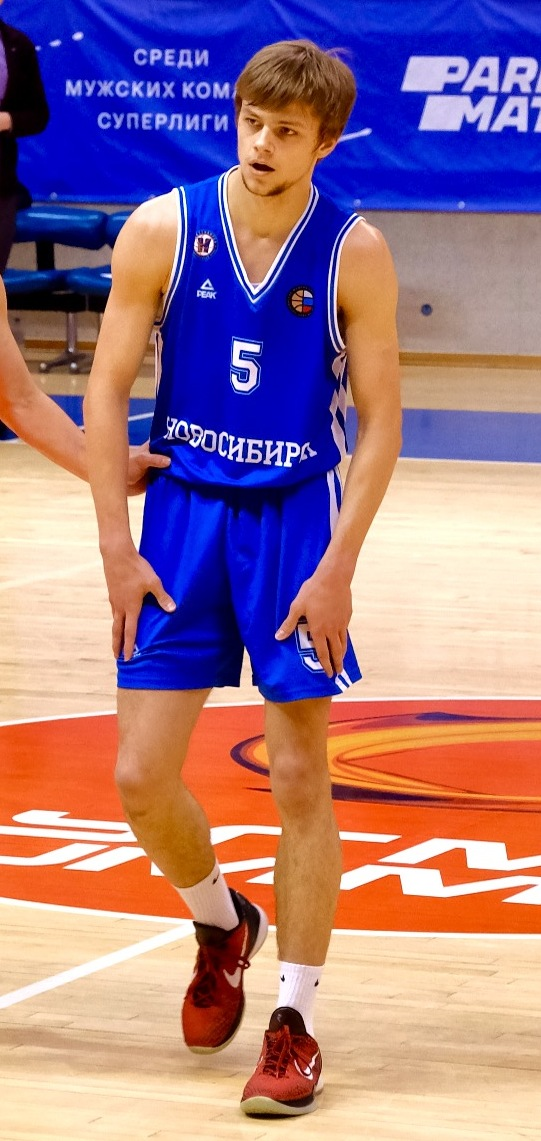
Сергей Зоткин в составе «Новосибирска»

В детстве Зоткин занимался игрой на гитаре: ходил на уроки, изучал сольфеджио. В этой же время в школе, в которой учился Сергей, открылась секция по баскетболу, и он решил попробовать себя в этом виде спорта. Сергею было сложно совмещать музыку и баскетбол, и через полгода ему пришлось сделать выбор. Несмотря на старания бабушки оставить Сергея в музыке, он выбрал баскетбол.
В дальнейшем, Зоткин покинул секцию в школе и перешёл в детско-юношескую школу «Исток». В ДЮСШ Сергей занимался баскетболом под руководством двух тренеров: Татьяна Викторовна Кухаренко, которая работала с возрастной группой Сергея, и Евгений Александрович Бочкарёв, тренировавший ребят постарше.
С сезона 2019/2020 стал привлекаться к матчам основной команды «Новосибирска», выступавшей в Суперлиге-1 дивизион, и параллельно играл за команду ДЮБЛ. В сезоне 2022/2023 принял участие в 40 матчах Суперлиги и отметился статистикой в 5,7 очка, 2,1 передачи 1,6 подбора и 1 перехват.
В июне 2023 года Зоткин перешёл «Нижний Новгород» на правах аренды. В составе команды Сергей стал серебряным призёром Кубка России.
В июне 2024 года Зоткин подписал 2-летний контракт с «Нижним Новгородом».
В сезоне 2024/2025 Зоткин во второй раз стал серебряным призёром Кубка России.

## Сборная России
В марте 2019 года Зоткин принял участие в просмотровом сборе юниорской сборной России (до 16 лет). В мае участвовал в сборе сборной России, проводившей подготовку к юниорскому чемпионату Европы. В ноябре был приглашён на сбор юниорской сборной России, которая проводила подготовку к чемпионату мира до 17 лет.
В январе 2023 года принял участие в просмотровом сборе сборной России.

## Достижения
- Серебряный призёр Кубка России (2): 2023/2024, 2024/2025